# Murad Hüseynov
Murad Hüseynov Saidovich (Majachkalá, Daguestán, Rusia, 25 de enero de 1989) es un futbolista azerí, de origen ruso,  que juega como delantero. Actualmente en el club FK Qäbälä de la Liga Premier de Azerbaiyán.

## Clubes
| Club                | País       | Año       |
| ------------------- | ---------- | --------- |
| Anzhi Majachkalá    | Rusia      | 2006-2007 |
| Shinnik Yaroslavl   | Rusia      | 2008      |
| Sheksna Cherepovets | Rusia      | 2008      |
| Mladost Lucani      | Serbia     | 2009-2011 |
| Gabala FC           | Azerbaiyán | 2011-     |

## Carrera internacional
Su primera convocatoria a la Selección de Azerbaiyán fue en diciembre de 2010 con Berti Vogts como técnico, y después de recibir la ciudadanía azerbayana. 
Su debut oficial fue el 9 de febrero de 2011, en un partido amistoso contra la Selección de Hungría.
El día 7 de junio de 2011 anota su primer gol por la selección, en el partido contra Alemania en las clasificatorias para la Eurocopa 2012.